# Мамедов, Габил Абил оглы
Габил Абил оглы Мамедов (род. 19 апреля 1994, Оренбург) — российский боксёр-профессионал, выступающий в лёгкой и в первой полусредней весовых категориях. Участник Олимпийских игр 2020 года, победитель Кубка Европы 2023, серебряный призёр Европейских игр (2019), серебряный призёр чемпионата Европы (2017), пятикратный чемпион России (2016, 2019, 2020, 2022, 2023), серебряный призёр чемпионата России (2018), многократный победитель и призёр международных и национальных турниров в любителях. Среди профессионалов действующий чемпион Евразии по версии EBP (2022—н. в.) в лёгком весе
Лучшая позиция по рейтингу BoxRec — 122-я (декабрь 2022) и является 8-м среди российских боксёров лёгкой весовой категории, — входя в ТОП-125 лучших лёгковесов всего мира.

## Биография
Родился 19 апреля 1994 года в Оренбурге, в России.
По национальности является азербайджанцем.

## Любительская карьера
Габил начал заниматься боксом с 9 лет на базе детского клуба «Пионер» у тренера Дмитрия Сергеевича Скопинцева.
Первый успех на всероссийском ринге состоялся на переходной России 2009 года, где он занял 2 место[уточнить]. В том же году Габил стал вторым на спартакиаде Поволжья и выполнил норматив КМС.
Сейчас он уже более 15 лет профессионально занимается боксом под руководством тренера высшей категории, отличника физической культуры и спорта России Дмитрия Сергеевича Скопинцева, в спортивной школе олимпийского резерва по боксу № 3 имени Г. И. Васильева.
И является Мастером спорта России международного класса, выступая в весовой категории до 60 кг.

### Олимпийские игры 2020 года
В 2021 году прошёл квалификацию на Олимпийские игры 2020 года, и в июле 2021 года стал участником Олимпийских игр в Токио.
Где он соревновался в весе до 63 кг и в 1/8 финала по очкам единогласным решением судей (счёт: 5:0) победил боксёра из Маврикия Ришарно Колена, но в четвертьфинале, в конкурентном бою по очкам решением большинства судей (счёт: 1:4) проиграл американцу Кишону Дэвису — который в итоге стал серебряным призёром этой Олимпиады.

## Профессиональная карьера
31 января 2022 года в Москве (Россия) дебютировал на профессиональном ринге, единогласным решением судей (счёт: 100-90, 99-92, 96-94) победив своего опытного соотечественника Вячеслава Гусева (25-7), и сразу в первом же бою завоевал вакантный титул чемпиона Евразии по версии EBP в лёгком весе.

## Статистика профессиональных боёв
В таблице перечислены результаты всех поединков боксёров.
В каждой строке указан результат поединка. Дополнительно номер поединка обозначен цветом, который обозначает итог поединка. Расшифровка обозначений и цветов представлена в нижеследующей таблице.
| Пример | Расшифровка                     |
| ------ | ------------------------------- |
|        | Победа                          |
|        | Ничья                           |
|        | Поражение                       |
|        | Планируемый поединок            |
|        | Поединок признан несостоявшимся |
| КО     | Нокаут                          |
| ТКО    | Технический нокаут              |
| PTS    | Решение судей (по очкам)        |
| UD     | Единогласное решение судей      |
| MD     | Решение большинства судей       |
| SD     | Раздельное решение судей        |
| RTD    | Отказ от продолжения боя        |
| DQ     | Дисквалификация                 |
| NC     | Поединок признан несостоявшимся |

| 1 поединок, 1 победа (0 нокаутом). | 1 поединок, 1 победа (0 нокаутом). | 1 поединок, 1 победа (0 нокаутом). | 1 поединок, 1 победа (0 нокаутом). | 1 поединок, 1 победа (0 нокаутом).   | 1 поединок, 1 победа (0 нокаутом). | 1 поединок, 1 победа (0 нокаутом). |
| Бой                                | Рекорд                             | Дата боя                           | Соперник                           | Место проведения боя                 | Раундов, время                     | Дополнительно |
| ---------------------------------- | ---------------------------------- | ---------------------------------- | ---------------------------------- | ------------------------------------ | ---------------------------------- | --- |
| 1                                  | 1-0                                | 31 января 2022                     | Вячеслав Гусев (25-7)              | УСК «Крылья Советов», Москва, Россия | UD 10 (10)                         | Счёт судей: 100-90, 99-92, 96-94. Завоевал вакантный титул чемпиона Евразии по версии EBP в лёгком весе. Дебют в профессиональном боксе. |

## Спортивные результаты

### В любителях
Габил Мамедов неоднократно завоёвывал медали на различных всероссийских и международных турнирах:
- 2011 — Первенство России среди юниоров 17-18 лет, Оренбург — ;
- 2011 — Первенство Европы, Дублин (Ирландия) — ;
- 2012 — Первенство России среди юниоров 17-18 лет , Кемерово — ;
- 2013 — Первенство России среди молодежи 19-22 лет, Оренбург — ;
- 2014 — Первенство России среди молодёжи 19-22 лет, Элиста — ;
- 2014 — Чемпионат России, Ростов-на-Дону — ;
- 2014 — Чемпионат России МВД, г. Пермь — ;
- 2015 — Первенство России среди молодежи 19-22 лет, Кемерово — ;
- 2015 — Чемпионат России, Самара — ;
- 2016 — Чемпионат ПФО — ;
- 2016 — Чемпионат России, Оренбург — ;
- 2017 — Международный турнир «Кубок Странджа-2017», г. София — ;
- 2017 — Чемпионат Европы, Харьков (Украина) — ;
- Чемпионат России по боксу 2018 — ;
- Чемпионат России по боксу 2019 — ;
- Чемпионат России по боксу 2020 — ;
- Чемпионат России по боксу 2022 — .
- Кубок России по боксу 2024 — .